# Manned Maneuvering Unit

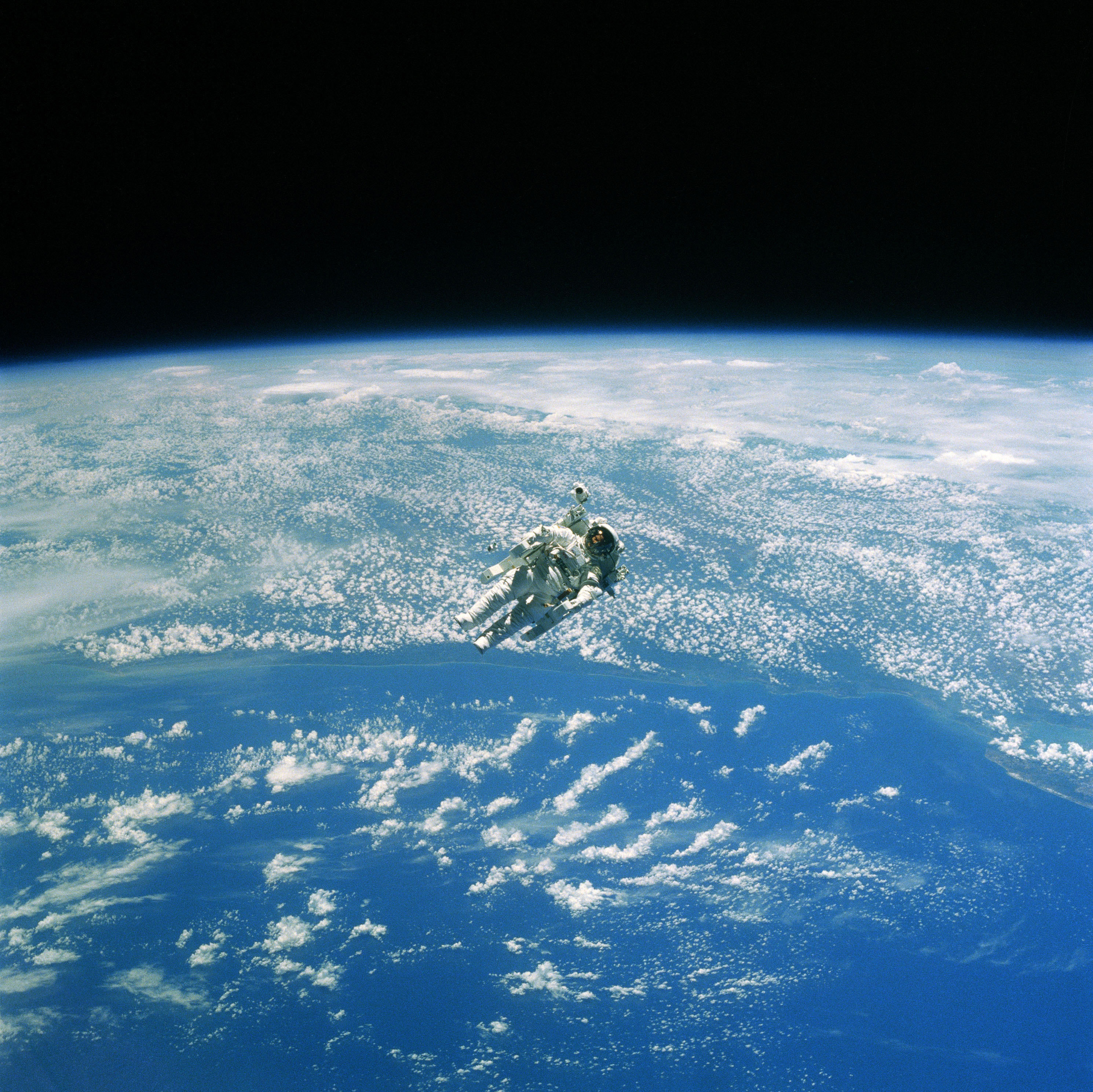
Robert L. Stewart

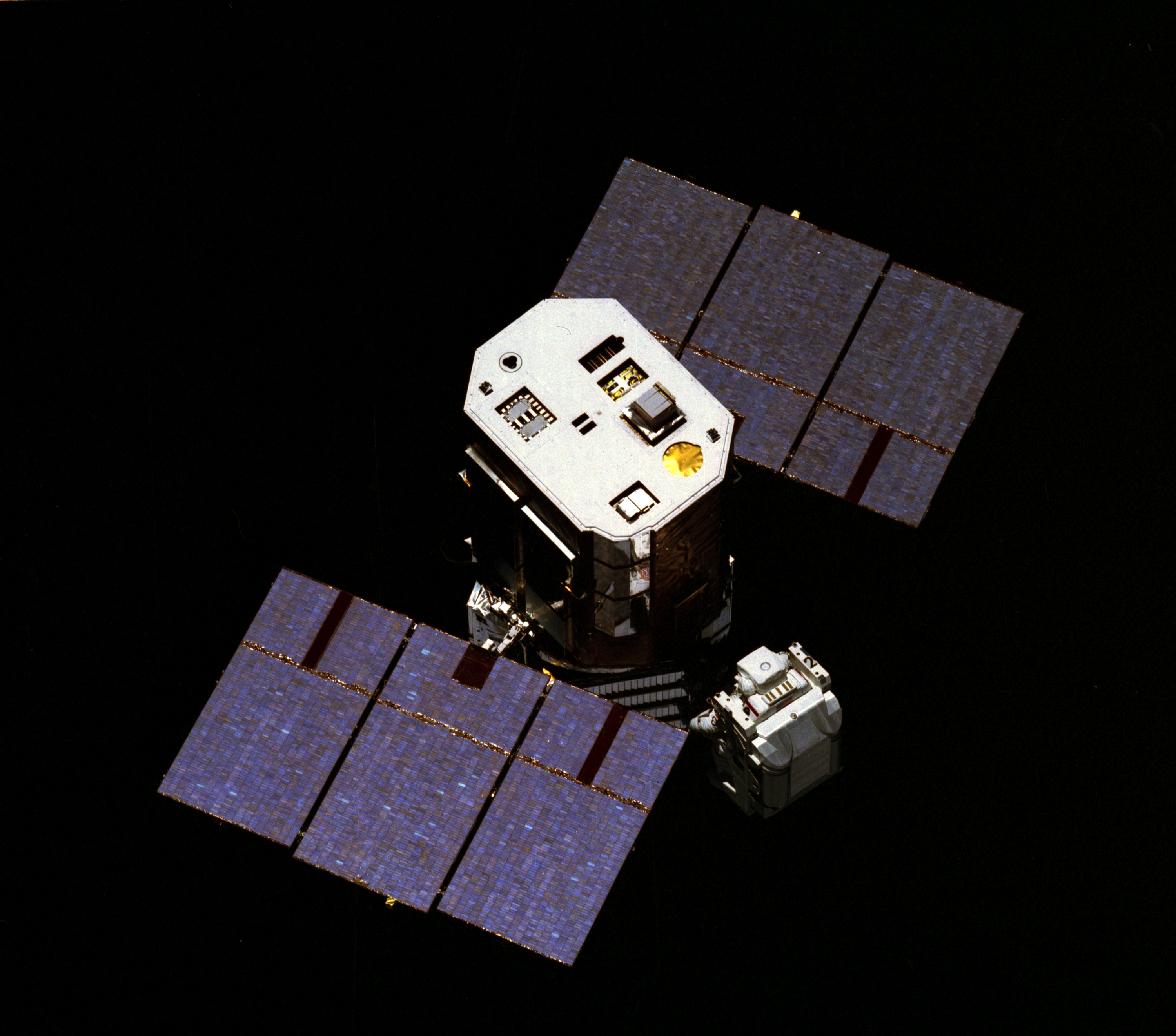
SMM-onderhoud in 1984

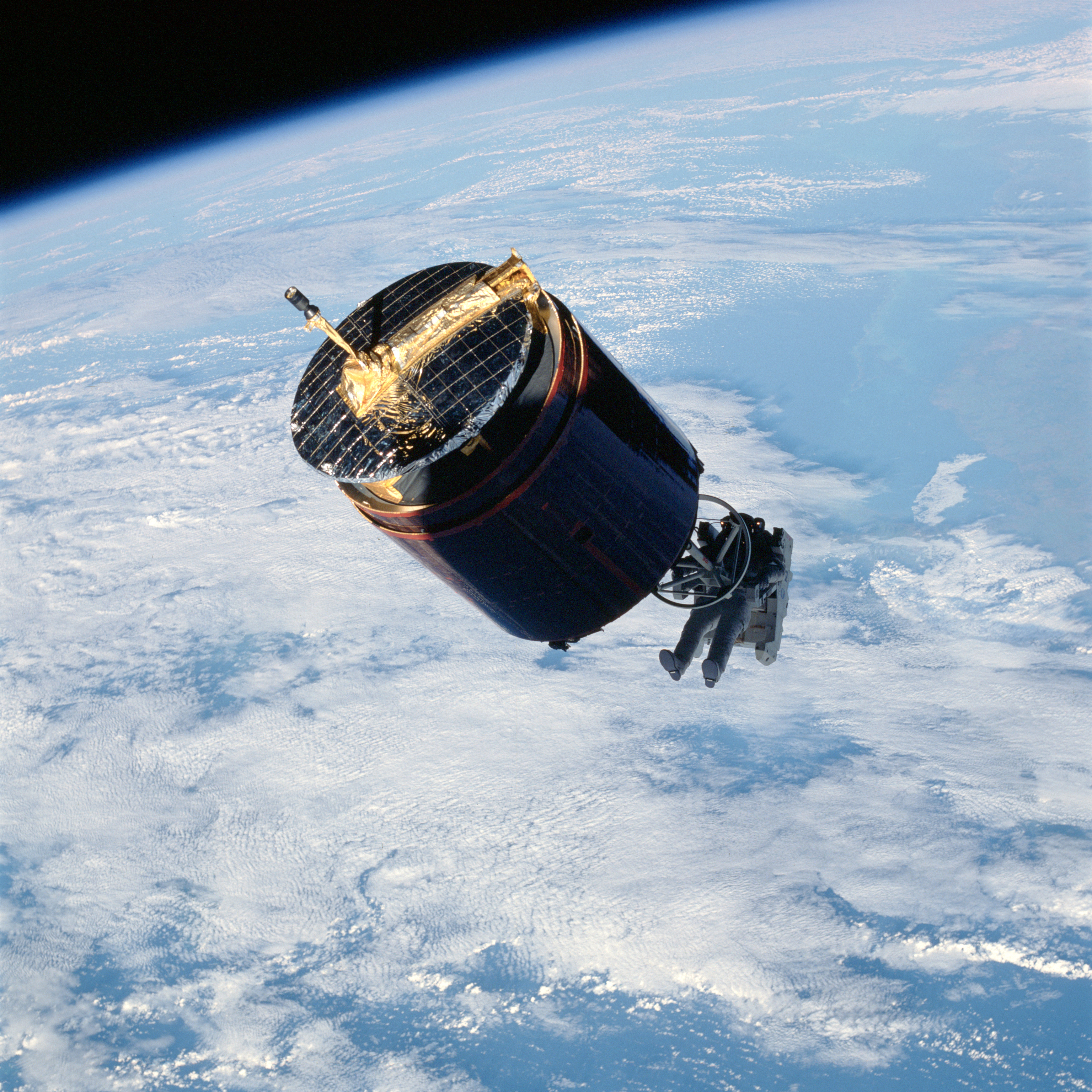
Dale Gardner en Westar 6 tijdens STS-51-A

De Manned Maneuvering Unit (MMU) is een voortstuwingseenheid voor astronauten die door de NASA werd gebruikt tijdens drie Space Shuttle-missies in 1984. De MMU stelde de astronauten in staat ruimtewandelingen uit te voeren op afstand van de shuttle. De MMU werd gebruikt voor het ophalen van defecte communicatiesatellieten. Na de derde missie werd de eenheid buiten gebruik gesteld. Een kleinere opvolger, de Simplified Aid For EVA Rescue (SAFER), werd voor het eerst gevlogen in 1994 en is alleen bedoeld voor noodgevallen.

## Ontwerp
De eenheid was redundant uitgevoerd voor bescherming tegen uitval van individuele systemen. Het systeem past over de rugzak van het levensondersteunende systeem van de Space Shuttle Extravehicular Mobility Unit (EMU). Tijdens het transport naar de ruimte werd de MMU bevestigd aan de wand van de shuttle-laadruimte ter hoogte van de luchtsluis. Twee MMU's werden op een missie vervoerd, waarbij de tweede eenheid tegenover de eerste op de tegenoverliggende wand was gemonteerd. De armen van de MMU-controller waren opgevouwen voor opslag. Als een astronaut achteruit in de eenheid stapte en het levensondersteunende systeem op zijn plaats bevestigde werden de armen uitgeklapt.
Om zich aan te passen aan astronauten met verschillende armlengtes konden de armen van de controller over een bereik van ongeveer 13 centimeter worden versteld. De MMU was klein genoeg om gemakkelijk rond en binnen complexe structuren te manoeuvreren. Met een volledige lading brandstof was de massa 148 kilogram.
Gasvormige stikstof werd gebruikt als drijfgas voor de MMU. Twee aluminium tanks met Kevlar- omhulsels bevatten elk 5,9 kilogram stikstofgas. Afhankelijk van de hoeveelheid manoeuvres was er genoeg drijfgas voor een zes uur durende ruimtewandeling. Het MMU-acceleratievermogen was ongeveer 25 m/s².
Er waren 24 straalpijp stuwraketten op verschillende locaties op de MMU geplaatst. Om het voortstuwingssysteem te bedienen, werd gebruik gemaakt van handcontrollers aan de uiteinden van de twee armen van de MMU die met de vingertoppen konden worden bediend. Zodra een gewenste locatie was bereikt, kon de astronaut een automatische functie voor het vasthouden van de stand inschakelen en daardoor met beide handen werkzaamheden uitvoeren.

## Geschiedenis
In 1966 ontwikkelde de Amerikaanse luchtmacht een Astronaut Maneuvering Unit (AMU), een op zichzelf staand raketpakket dat sterk leek op de MMU. Volgens planning zou de AMU tijdens het Geminiprogramma op een ruimtewandeling door Eugene Cernan op Gemini 9A op 5 juni 1966 worden getest. De test moest echter worden geannuleerd omdat Cernan, moe en oververhit, zo hevig zweette dat zijn helmvizier besloeg voordat hij de AMU, die op de achterkant van het ruimtevaartuig was gemonteerd, kon bereiken. Omgaan met vermoeidheid was door de astronauten niet getraind en het zou tot de laatste Gemini 12-missie duren voordat hier rekening mee werd gehouden maar op die vlucht werd geen AMU vervoerd. Omdat er geen echte behoefte was aan een zelfstandige ruimtewandeling in de Apollo- en Skylabprogramma's moest het idee wachten op de komst van het Spaceshuttleprogramma hoewel er binnen Skylab verschillende ontwerpen van manoeuvreerapparaten werden getest.

## Actief gebruik
De MMU werd in 1984 op drie shuttle-missies gebruikt. Hij werd voor het eerst getest op 7 februari tijdens missie STS-41-B door de astronauten Bruce McCandless II en Robert L. Stewart. Twee maanden later, tijdens missie STS-41-C, probeerden astronauten James van Hoften en George Nelson de MMU te gebruiken om de Solar Maximum Mission (SSM) satelliet vast te grijpen en in de laadruimte van de orbiter te brengen voor reparaties en onderhoud. Het plan was om een door een astronaut bestuurde MMU te gebruiken om de SMM vast te grijpen met het Trunion Pin Attachment Device (TPAD) die was gemonteerd tussen de handcontrollers van de MMU, de rotatiesnelheid op nul te zetten en vervolgens naar de laadruimte van de shuttle te transporteren. Drie pogingen om de satelliet vast te grijpen met behulp van de TPAD mislukten. De TPAD-kaken konden niet op de Solar Max worden vergrendeld vanwege een belemmerende doorvoertule op de satelliet die niet was opgenomen in de technische documentatie van de satelliet. Dit leidde tot een geïmproviseerd plan dat bijna een einde maakte aan de missie van de satelliet. De technici van het SMM Operations Control Center hebben alle niet-essentiële SMM-subsystemen afgesloten en konden de SMM minuten voor een totale storing herstellen. De technici van de grondondersteuning stabiliseerden vervolgens de satelliet en maakten de rotatiesnelheden teniet met de Shuttle Remote Manipulator System (SRMS) van de orbiter.
De laatste MMU-missie was STS-51-A die in november 1984 vloog. De voortstuwingseenheid werd gebruikt om twee communicatiesatellieten, Westar 6 en Palapa B2, op te halen die hun juiste banen niet bereikten vanwege defecte voortstuwingsmodules. Astronauten Joseph P. Allen en Dale Gardner grepen de twee satellieten en brachten ze naar de laadruimte van de orbiter voor opslag en terugkeer naar de aarde.

## Uitfasering
Na een veiligheidsevaluatie na de ramp met de Space Shuttle Challenger werd de MMU te riskant geacht voor verder gebruik en bleek dat veel geplande activiteiten voor de MMU effectief konden worden uitgevoerd met manipulatorarmen of traditionele ruimtewandelingen. NASA stopte ook met het gebruik van de shuttle voor commerciële satellietcontracten en het leger stopte met het gebruik van de shuttle, waardoor de belangrijkste potentiële toepassingen werden geëlimineerd hoewel de MMU werd gezien als een hulpmiddel bij de bouw van het internationale ruimtestation (ISS).
De twee operationele gevlogen vluchteenheden MMU nummer 2 en nummer 3 werden tot 1998 door NASA opgeslagen in een cleanroom bij Lockheed Martin in Denver. NASA droeg MMU nummer 3 in 1998 over aan het National Air and Space Museum en is nu bevestigd in de hal boven Space Shuttle Discovery. MMU nummer 2 is te zien in het US Space & Rocket Center in Huntsville, Alabama. Sinds 2017 is MMU nummer 1 te zien in de Space Vehicle Mockup Facility in het Johnson Space Center.